# Щукин, Антон Николаевич
Анто́н Никола́евич Щу́кин (род. 12 декабря 1979, Верещагино) — российский сценарист и продюсер, один из основателей компании Good Story Media, член Академии российского телевидения с 2014 года.

## Биография
В 2001 году окончил Пермский филиал юридического института МВД России. Во время учёбы был участником команд КВН «Парма», «Друзья». Финалист Высшей лиги КВН и обладатель «КиВиНа в светлом» в составе «Пармы». Финалист премьер-лиги в составе «Друзей».
В 2008 году совместно с Артёмом Логиновым и Антоном Зайцевым организовал компанию Good Story Media, где занимает должности продюсера и сценариста.
В 2014 году Good Story media заключён 5-летний эксклюзивный контракт с каналом ТНТ.
С 2014 года является членом Академии российского телевидения.
Женат, имеет троих детей.

## Проекты

### Полнометражные фильмы

#### Продюсер (Good Story Media)
- «Реальные пацаны против зомби» (2020)
- «Батя» (2021)

### Телефильмы

#### Продюсер (Good Story Media)
- «Год свиньи» (2018, ТНТ-Premier)
- «На край света» (2019, ТНТ-Premier)
- «Золотое кольцо» (2020, ТНТ)

### Телесериалы

#### Продюсер (Good Story Media)
- «Воронины» (сезоны 1—14, 2009—2014, СТС)
- «Как я встретил вашу маму» (2010, СТС)
- «Реальные пацаны» (2010—2023, ТНТ)
- «Большие надежды» (2011, MTV Россия)
- «Молодожёны» (2011—2012, СТС)
- «Восьмидесятые» (сезоны 1—4, 2012—2014, СТС)
- «Физрук» (2014—2017, ТНТ)
- «Сладкая жизнь» (2014—2016, ТНТ)
- «ЧОП» (2015—2016, ТНТ)
- «Кости» (2016, СТС)
- «Бедные люди» (2016, ТНТ)
- «Ольга» (2016—2023, ТНТ)
- «Гражданский брак» (2017, ТНТ)
- «Адаптация» (2017—2019, ТНТ)
- «Филфак» (2017, ТНТ)
- «Театр Железногорска» (2018, ТНТ)
- «Улица» (2017—2018, ТНТ)
- «Конная полиция» (2018, ТНТ)
- «Звоните ДиКаприо!» (2018, ТНТ-PREMIER)
- «Секта» (2019, ТНТ)
- «БИХЭППИ» (2019 — по настоящее время, ТНТ-PREMIER)
- «Патриот» (2020 — по настоящее время, ТНТ)
- «Мир! Дружба! Жвачка!» (2020—2023, Premier)
- «Территория» (2020—2023, ТНТ)
- «Контакт» (2021—2023, Premier)
- «Исправление и наказание» (2022—2024, ТНТ)
- «С нуля» (2022, Premier)
- «Как друзья Захара женили» (2024, Кинопоиск, Okko)
- «Прелесть» (2024, Premier) — автор идеи и генеральный продюсер

### Телепрограммы
- «Центральный микрофон» (2013, СТС)
- «FUNTастика» (2016, СТС)

## Награды
- 2010 год — Премия «ТЭФИ» за сериал «Воронины» в номинации «Ситком».
- 2014 год — Сериал «Физрук» стал финалистом премии «ТЭФИ» в категории «Ситком»
- 2015 год — 2 Профессиональных приза Ассоциации продюсеров кино и телевидения за сериал «Физрук» в категориях «Лучший комедийный телевизионный сериал» и «Лучшая сценарная работа»
- 2015 год — XI Российская народная кинопремия «Жорж 2015» за сериал «Физрук» в номинации «Российский сериал года (комедия)»
- 2015 год — Премия «ТЭФИ» за сериал «Физрук» в категории «Ситком»
- 2019 год — Профессиональный приз Ассоциации продюсеров кино и телевидения за сериал «Звоните ДиКаприо!» в категории «Лучший мини-сериал (5-24 серии)»
- 2019 год — 3 Профессиональных приза Фестиваля телевизионных и художественных фильмов «Утро Родины» в категориях «Лучшая женская роль второго плана», «Лучшая режиссёрская работа», «Гран-при»
- 2023 год — Медаль «За труды в культуре и искусстве» (18 сентября 2023 года) — за заслуги в развитии средств массовой информации и многолетнюю добросовестную работу[1].